# Прекрасный город
«Прекрасный город» (перс. شهر زیبا‎) — иранский фильм 2004 года, снятый Асгаром Фархади.

## Сюжет
Акбар находится в следственном изоляторе с тех пор, как он был приговорён к смертной казни за убийство. Когда для приведения приговора в исполнение Акбара переводят в тюрьму, его лучший друг пытается спасти его.

## В ролях
| Актёр             | Роль              |
| ----------------- | ----------------- |
| Таране Алидости   | Firoozeh          |
| Фарамаз Гарибян   | Abolqasem Rahmati |
| Бабак Ансари      | A’la              |
| Хоссейн Фарзизаде | Akbar             |